# ケビン・アサノ
ケビン・ヨシミ・アサノ（Kevin Yoshimi Asano、日本名：浅野 義実〈あさの よしみ〉、1963年4月20日 - ）は、アメリカ合衆国の柔道家である。1988年ソウルオリンピックで銀メダルを獲得した。

## 生涯
アサノはハワイで1963年4月20日に生まれた。パールシティ高校を1981年に卒業した後、日本の東海大学で2年間日本語を学びつつ、柔道のトレーニングを行った。その後サンノゼ州立大学に転籍し、1989年に会計学の学士号を取得して卒業した。
1987年の世界選手権では、準々決勝で日本の細川伸二に判定で敗れ3位となった。1988年ソウルオリンピックでは準決勝で細川と対戦して、やや優勢に試合を進められていたものの2-1の判定で勝ち上がるが、決勝では韓国の金載燁に指導で敗れて2位に終わった。
2008年に自伝"Step Onto the Mat: Journey to True Success"が出版された。アサノは、USA柔道傘下のハワイ州の柔道統括団体であるハワイ柔道インクの会長、および全米柔道組織の一つである米国柔道連盟(USJF)の会長を務めた。

## 賞と栄誉
2008年、USA柔道の米国柔道殿堂の第一回殿堂入り選手の一人に選ばれた。また、2000年にハワイスポーツ殿堂に殿堂入りした。他に、サンノゼ州立大学スポーツ殿堂にも殿堂入りしている。1988年、アメリカオリンピック委員会の年間最優秀柔道選手に選ばれた。